# Severina Vučković
Severina (celým jménem Severina Vučković, po sňatku Kojić) je známá chorvatská zpěvačka.

## Život
Severina se narodila 21. dubna 1972 ve Splitu. S hudební kariérou začala již v 10 letech, své debutové album nahrála v 17 letech. Na začátku své kariéry uspěla v soutěži chorvatských mladých talentů Demo X. Vystudovala střední hudební školu. Od roku 1991 se věnuje kariéře sólové zpěvačky. Postupně se mezi zařadila mezi nejúspěšnější pop zpěvačky v Chorvatsku (též ovšem i v některých dalších zemích bývalé Jugoslávie, populární hlavně mezi mladšími posluchači. Bývá považována za významnou představitelku balkánského hudebního žánru turbofolk. Celkem vydala 12 alb.
Její mezinárodní kariéra je spojená s účastí v domácím erotickém videu, na kterém je zachycena při souloži s vlivným chorvatským podnikatelem Milanem Lučicem. Toto video způsobilo šok v katolické chorvatské veřejnosti. Do té doby se prezentovala jako symbol spořádané a ideální ženy s křesťanskými kořeny. Pro skandální video bývá označována jako „chorvatská Paris Hilton“.[zdroj?] Navzdory skandálu její popularita vzrostla a postupně pronikla i do zahraničí. Dnes je považována za chorvatský sex symbol. V roce 2006 se zúčastnila se písničkové soutěže Velká cena Eurovize s písní "Moja štikla".

## Diskografie
- Severina – (1989)
- Dalmatinka – (1993)
- Trava zelena – (1995)
- Moja stvar – (1996)
- Djevojka sa sela – (1998)
- Paloma nera (live album) – (1999)
- Ja samo pjevam – (1999)
- Pogled ispod obrva – (2001)
- 18 velikih hitova – (2002)
- Virujen u te (najbolje uživo!) (live album) – (2002)
- Virujen u te – DVD – (2003)
- Severgreen – (2004)
- Moja štikla – (2006)
- The Best Of – (2006)
- Moja štikla moj sokole – (MultiMedia CD), (2006)
- The platinum collection – (2006)
- Zdravo Marijo – (2008)
- Tridesete (live album) – 2×CD 2×DVD (Beograd Arena Live), (2010)
- Dobrodošao u Klub (live album) – (2013)
- Halo – (2019)